# 2-ро средно училище „Професор Никола Маринов“
Второ средно училище „Професор Никола Маринов“ се намира в Търговище на адрес ул. „Трайко Китанчев“ № 39.
Има 140 служители и около 1500 ученици. Директор на училището е Анета Куманова.
Второ СУ „Проф. Никола Маринов“ е най-голямото учебно заведение в Търговищка област не само по брой на ученици и паралелки, а и по значение в цялостния културен живот на града. Тук се обучават над 1200 ученици на възраст от 6 до 19 години. За тяхното образование и възпитание се грижат над 100 педагогически специалисти. В духа на динамичните процеси на живота, учениците развиват своите способности в областта на хуманитарните и природоматематическите науки, на информационните технологии, на чуждите езици, хореографията, музиката и изобразителното изкуство. Оттук поемат своя път младите хора, които носят в сърцата си неугасващия пламък на творчеството – на словото, багрите, песента и танца. Прославят себе си, училището, родния град и България. Не само в Търговище, но и в цялата страна, и извън нейните граници са известни постиженията на младите художници и музиканти, достойни наследници на проф. Никола Маринов.
В общуването си с науката и изкуството учениците формират собствена ценностна система, осъзнават своята значимост като творци. Те участват в много международни и национални проекти и програми и печелят призовите места в престижни конкурси, олимпиади и спортни състезания. Талантливите ученици на Второ СУ са носители на престижни награди, печелят стипендии за даровити деца, медали и грамоти в различни области на знанието. Училището разполага с модерни класни стаи, оборудвани със съвременна компютърна техника – таблети, лаптопи, интерактивни дъски, мултимедийни проектори, аудио уредби. В него функционира и публична зона за социални контакти и извънкласни дейности.
Към училището е създаден Обществен съвет – партньор, утвърждаващ авторитета на институцията.

## История
Втора гимназия отваря врати за първите си ученици на 15 септември през 1970 г. По това време се нарича II ЕСПУ „Стефан Куцаров“. Новото си име получава през 1992 г.
През 1970 г. за пръв директор на новото училище е назначен Стефан Савов. Училището носи името на художника антифашист Стефан Куцаров. Експериментира се училищна телевизия, което е за първи път в България. Поставя се началото на профилирано изучаване на изобразително изкуство.
В периода от 1972 до 1973 г. се поставя началото на профилирано изучаване на музика. Създадените музикални паралелки са първите по рода си в България.
От 1988 до 1998 г. директор на училището е Надежда Петрова. Функционира модерен видео кабинет. От април 1992 г. училището носи името на художника проф. Никола Маринов.
От 1992 до 1993 г. се поставя началото на профилирано изучаване на английски език в паралелки с прием след VІІ клас.
В периода от 1998 до 2003 г. директор на училището е Георги Николов. Следващи директори са Галина Йорданова (2003 – 2005) и Галя Панайотова (2005 – 2017).
През 2006 г. са открити паралелки по хореография. В периода от 2005 до 2008 г. са оборудвани четири компютърни кабинета. През 2009 г. е открит мултифункционален кабинет по музикални технологии. Оборудвани са модерна актова зала и зала по хореография. През 2011 – 2015 г. се осъществява разнообразна извънкласна дейност по проект „УСПЕХ“ – ОП „Развитие на човешките ресурси“.
През септември 2014 г. е открит съвременен кибер център със 7 зали и зона за социални контакти по проект „Училище на бъдещето“. През декември 2016 г. е създаден и оборудван център „Кариера“ по проект „Система за кариерно ориентиране в училищното образование“. От ноември 2016 работят разнообразни извънкласни дейности по проект „Твоят час“ по Оперативна програма „Наука и образование за интелигентен растеж 2014 – 2020 г.“
По случай 50-годишния юбилейна на учебното заведение през 2020 г. пред входа на училището е направена графити рисунката, изобразяваща Никола Маринов, дело на художника Станислав Трифонов (NASIMO) – роден в Търговище.

## Условия
II СУ има 36 класни стаи и 56 паралелки. Училището има кабинети по биология, химия, музика, изобразително изкуство, безопасност на движението, компютърни кабинети, физкултурни салони, работилници и административен корпус. През лятото на 2005 г. е направен цялостен ремонт на училището. В него работят високо квалифицирани преподаватели с отлична преподавателска подготовка – с магистърска степен – 91, с бакалавър – 11, специалисти – 3, от които с II ПКС – 28, с III ПКС – 6, с IV ПКС – 2, с V ПКС – 6. Сградата е на 4 етажа, като на първия винаги първа смяна са 1-ви клас. Училището си има и училищен парламент. Всеки от по-горен курс може да се запише и да участва доброволно.

## Възпитаници
- София Маринкова (р. 1991), българска актриса